# Calvin (Oklahoma)
Calvin – miasto w Stanach Zjednoczonych, w stanie Oklahoma, w hrabstwie Hughes.